# III конная когорта альпийцев
III конная когорта альпийцев (лат. Cohors III Alpinorum equitata) — вспомогательное подразделение армии Древнего Рима, относящееся к типу cohors quinquagenaria equitata.
Альпийцами называли несколько кельтоговорящих горных народов, населявших Альпы между Италией и Галлией. Когорта была, вероятно, сформирована в числе 4-6 альпийских подразделений, набранных после окончательного присоединения западных альпийских регионов императором Октавианом Августом в 15 году до н. э..
Впервые когорта появляется в надписи, датируемой 75 годом. Тогда она дислоцировалась в Далмации. В 93 году подразделение все ещё находилось в этой провинции и, вероятно, оставалось там в течение всего II века. В начале III века, предположительно, когорта была переведена в Паннонию. Тем не менее, в связи в отсутствием датируемых надписей, отследить передвижения когорты после 93 года весьма трудно. Надписи с упоминанием подразделения были найдены в следующих римских крепостях (в вероятном порядке пребывания его там): Хумак, Бурн, Салона, Мук, Баратсфёльдпужта (Паннония).
До нашего времени дошли имена пяти префектов когорты. Точное происхождение никого из них неизвестно. Четыре центуриона и два декуриона происходили из Келеи. Из младших офицеров известны имена одного сигнифера, тессерария и тубицена, который происходил из катуригов, живших в Приморских Альпах. Сохранились имена также 13 солдат когорты. Один из них происходил из бодионтов, вероятно, галльского племени. Другой из провинции Приморские Альпы, где когорта, по всей видимости, изначально дислоцировалась.